# Roman Bojarczuk
Roman Bojarczuk (ur. 3 marca 1912 w Hrubieszowie, zm. 16 lutego 1996 w Sanoku) – polski oficer, urzędnik, sędzia i adwokat, działacz społeczny.

## Życiorys
Urodził się 3 marca 1912 w Hrubieszowie w rodzinie Teodora (zm. 1920) i Marii z domu Garbarczyk (zm. 1937) wyznania rzymskokatolickiego. Uczył się w szkole powszechnej w Sławęcinie. W 1933 zdał egzamin dojrzałości w Państwowym Gimnazjum Koedukacyjnym im. Stanisława Staszica w Hrubieszowie. Następnie podjął studia na Wydziale Prawa Uniwersytetu Warszawskiego. W czerwcu 1939 ukończył studia z tytułem magistra praw. Do tego czasu zaliczył także dwa semestry na Wydziale Studium Migracyjno-Kolonialnego Wolnej Wszechnicy Polskiej. 
Od 1933 do 1934 odbył służbę wojskową w Wołyńskiej Szkole Podchorążych Rezerwy Artylerii, a w 1937 otrzymał awans na stopień podporucznika rezerwy artylerii. W obliczu zagrożenia wybuchem konfliktu zbrojnego w sierpniu 1939 został zmobilizowany do 27 pułku artylerii lekkiej w składzie 27 Dywizji Piechoty w strukturze Armii „Pomorze”. Po wybuchu II wojny światowej na początku kampanii wrześniowej przejął obowiązki dowódcy I baterii swojego pułku, wraz z którą brał udział w walkach w Bydgoszczy, następnie w walkach nad Bzurą oraz w Puszczy Kampinoskiej. Pod Warszawą został wzięty do niewoli niemieckiej, po czym od 20 września 1939 był osadzony w oflagach VII B Eichstätt, a od czerwca 1940 w VII A Murnau. W drugim z tym obozów jako działacz ludowy prowadził dla współosadzonych wykłady w zakresie socjologii wsi. U kresu wojny 29 kwietnia 1945 odzyskał wolność i wrześniu 1945 po sześciu latach powrócił do ojczyzny.
18 grudnia 1945 został aplikantem sądowym w Sądzie Apelacyjnym w Lublinie, 10 listopada 1949 we Wrocławiu złożył egzamin sędziowski. Od 1948 był kontraktowym referendarzem w Wydziale Administracyjnym Urzędu Wojewódzkiego we Wrocławiu. Przez trzy lata był ławnikiem w Sądzie Pracy. Równolegle pełnił różne funkcje przy prezydencie Wrocławia. 
Decyzją Ministra Sprawiedliwości z 15 września 1950 został zwolniony z odbycia aplikacji oraz złożenia egzaminu adwokackiego i został wpisany na listę adwokatów, zaś formalnie został wpisany przez Okręgową Listę Adwokacką we Wrocławiu 17 listopada 1950. W 1950 lub w 1951 przeniósł się do Sanoka, gdzie pracował jako adwokat. 28 września 1953 był na liście obrońców wojskowych, ponownie od 19 grudnia 1972 do 6 stycznia 1984. Po przekroczeniu 70 roku życia przeszedł na emeryturę. W okresie PRL pracował w Zespole Adwokackim nr 1 w Sanok, funkcjonującym pod adresem Plac Rewolucji Październikowej 12, w ramach Izby Adwokackiej w Rzeszowie.
Był długoletnim działaczem ruchu ludowego, działając w ruchu ludowym przed 1939, a pod 1945 w strukturach Zjednoczonego Stronnictwa Ludowe. W listopadzie 1956 został wybrany członkiem obwodowej komisji wyborczej nr 2 w Sanoku. W latach 60., 70. był radnym Powiatowej Rady Narodowej w Sanoku (m.in. wybrany w 1965). Pełniąc ten mandat, po dokonanej reformie w 1972 został radnym Miejskiej Rady Narodowej w Sanoku i został zastępcą przewodniczącego Komisji Ochrony Porządku i Bezpieczeństwa Publicznego. Jako radny MRN uzyskiwał reelekcję w wyborach w 1973 (zasiadł w Komisji Rozwoju Gospodarczego i Gospodarki Mieszkaniowej), w 1978 (zasiadł w Komisji Przestrzegania Prawa i Porządku Publicznego). Należał wówczas do klubu radnych ZSL. Po 1990 należał do Polskiego Stronnictwa Ludowego. Pod koniec życia był przewodniczącym Komisji Rewizyjnej koła miejskiego PSL w Sanoku.
Udzielał się w pracach Zrzeszenia Prawników Polskich, Związku Inwalidów Wojennych Rzeczypospolitej Polskiej. Należał do organizacji kombatanckich. Był działaczem Związku Bojowników o Wolność i Demokrację, w 1966 został rzecznikiem sądu koleżeńskiego oddziału (powiatowego) ZBoWiD w Sanoku, 20 października 1968 wybrany członkiem zarządu, ponownie wybrany 23 maja 1971, 21 października 1973 wybrany członkiem zarządu oddziału miejskiego (działającego od 1 stycznia 1973 wskutek przekształcenia oddziału powiatowego na podstawie zmian administracyjnych). Po reorganizacji od 1974 był prezesem dzielnicowego Koła Nr 2 w Sanoku. Był prezesem koła miejskiego ZBoWiD w Sanoku. Po kolejnej restrukturyzacji ZBoWiD w 1975 został rzecznikiem wojewódzkiego sądu koleżeńskiego przy zarządzie wojewódzkim w Krośnie, wybierany członkiem zarządu koła miejsko-gminnego w Sanoku 15 listopada 1976, 23 października 1977, ponownie 11 maja 1980. Działał w oddziale miejskim Polskiego Związku Emerytów i Rencistów i Inwalidów w Sanoku, w którym udzielał się jako społeczny radca prawny, udzielając bezpłatnych porad prawnych. Podczas stanu wojennego został przewodniczącym utworzonego przez sanocki oddział PZERiI w grudniu 1982 ogniwa Patriotycznego Ruchu Odrodzenia Narodowego.
3 października 1946 w kościele Przemienienia Pańskiego w Sanoku zawarł związek małżeński z Ludmiłą Marią (1924–2012), córką Józefa Trznadla. Miał dzieci. Zmarł 16 lutego 1996 w Sanoku. Został pochowany w grobowcu rodzinnym na Cmentarzu Centralnym w Sanoku. Jego brat Stanisław (ur. 1908, inżynier), poślubił siostrę Ludmiły, Celinę.

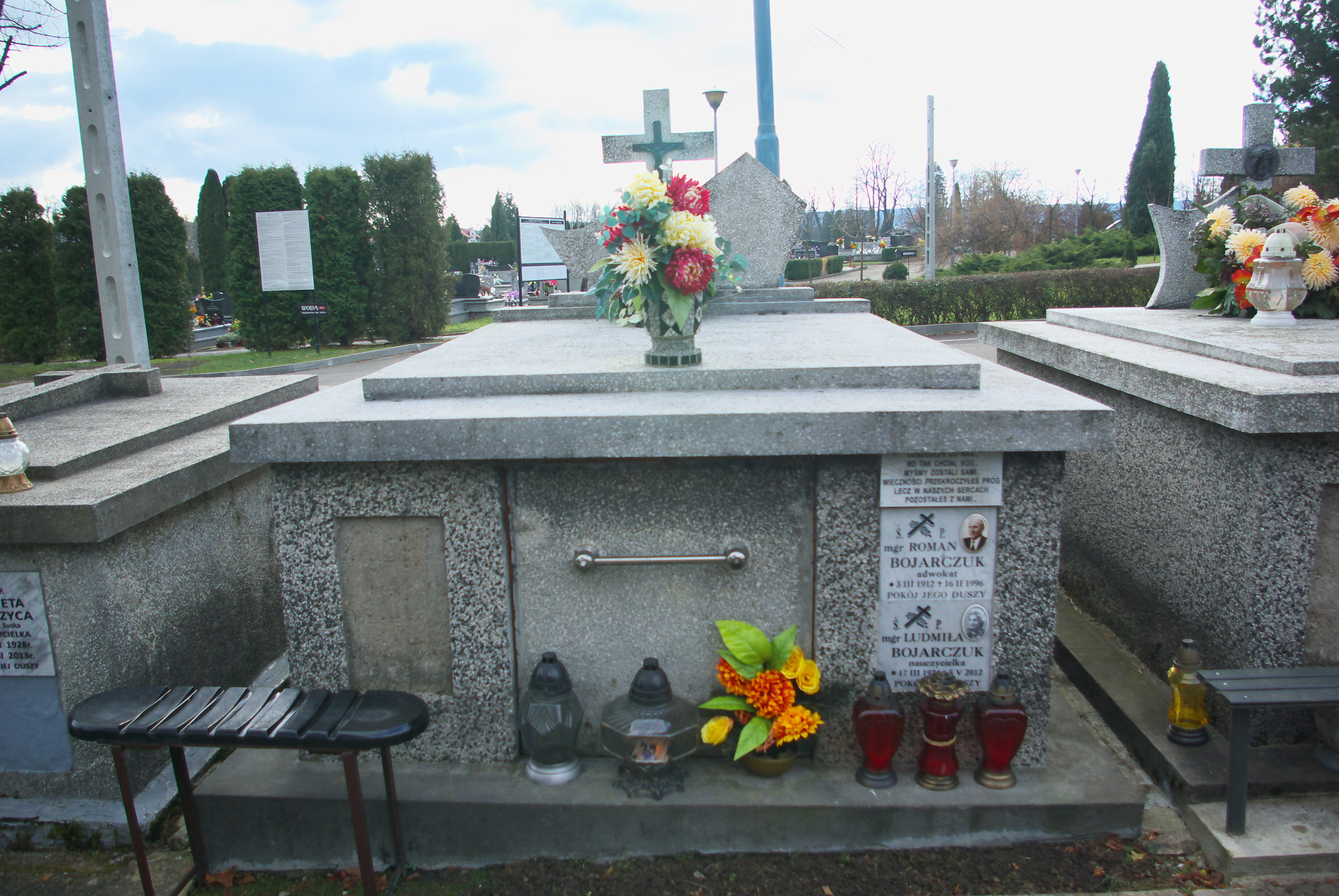
Grobowiec Romana i Ludmiły Bojarczuków

## Ordery i odznaczenia
- Krzyż Kawalerski Orderu Odrodzenia Polski (1977)[37][1][2][21]
- Złoty Krzyż Zasługi[1][2][21]
- Medal „Za udział w wojnie obronnej 1939” (1982)[33][1][2][21]
- Srebrny Medal „Zasłużonym na Polu Chwały”[1][2][21]
- Medal 30-lecia Polski Ludowej (1975)[38]
- Medal 40-lecia Polski Ludowej (1985)[34]
- Medal Zwycięstwa i Wolności 1945[1]
- Odznaka „Za zasługi dla województwa krośnieńskiego” (1986)[39]
- Odznaka „Zasłużony dla Sanoka” (1989)[40]
- Wpis do Złotej Księgi ZBoWiD w Sanoku (1989)[41]
- wiele innych odznaczeń[2]